# 代利亚
代利亚（義大利語：Delia），是意大利西西里大区卡尔塔尼塞塔省的一个市镇。总面积12平方公里，人口4551人，人口密度379.3人/平方公里（2009年）。ISTAT代码为085006。